# São João da Ribeira
São João da Ribeira ist ein Ort und eine ehemalige Gemeinde (Freguesia) im portugiesischen Kreis Rio Maior. Die Gemeinde hatte 882 Einwohner (Stand 30. Juni 2011).
Am 29. September 2013 wurden die Gemeinden São João da Ribeira und Ribeira de São João zur neuen Gemeinde União das Freguesias de São João da Ribeira e Ribeira de São João zusammengeschlossen. São João da Ribeira ist Sitz dieser neu gebildeten Gemeinde.